# Ciénaga de Zapata

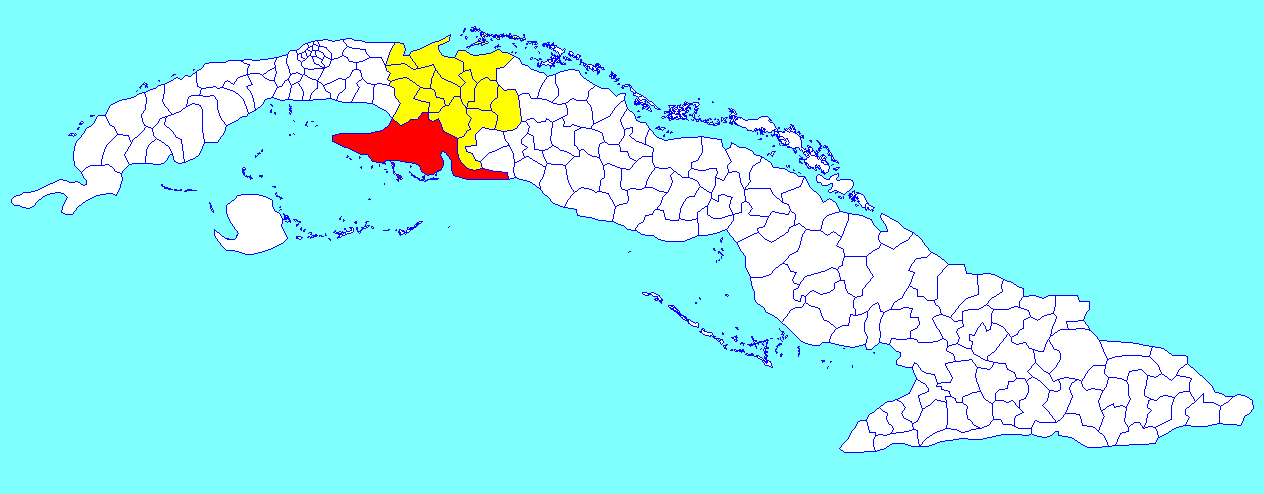
Lage der Gemeinde

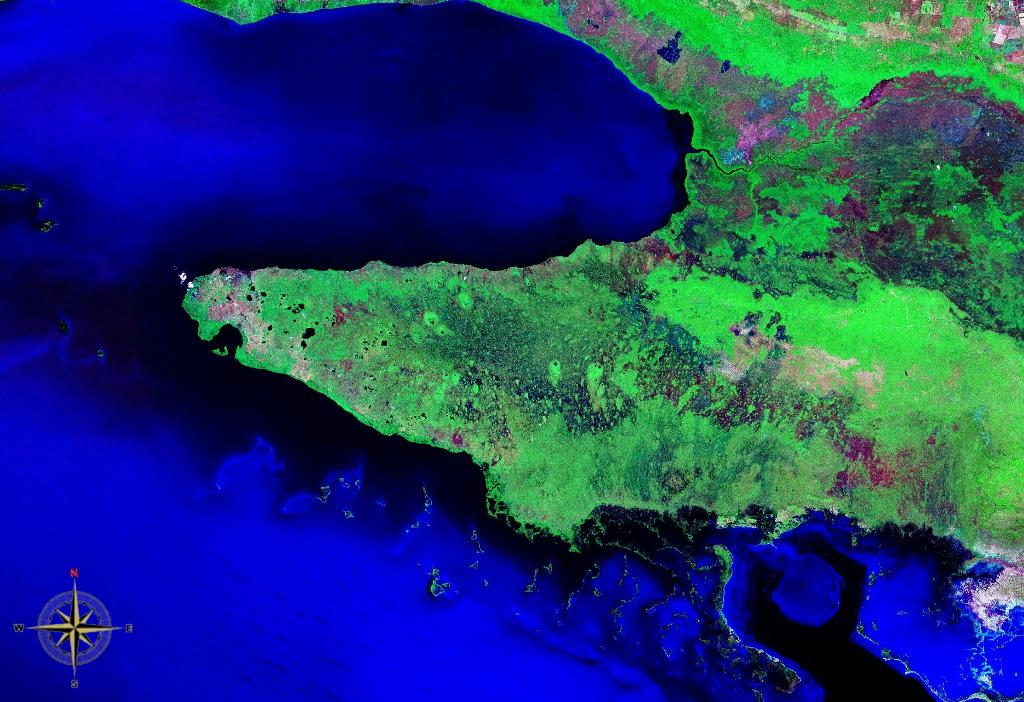
Satellitenbild der Halbinsel

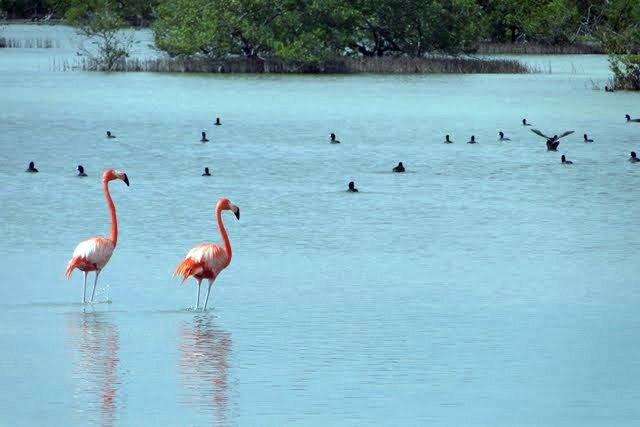
Rote Flamingos auf der Zapata

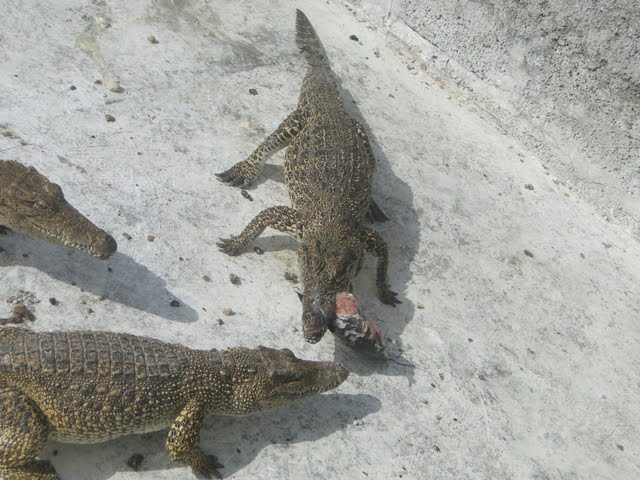
In einer Krokodilfarm

Ciénaga de Zapata (span. für Sumpf von Zapata) ist ein kubanisches Municipio auf der Zapata-Halbinsel (span. Península de Zapata) in der Provinz Matanzas. Dort liegt auch das gleichnamige Sumpfgebiet. Ciénaga de Zapata ragt vom kubanischen Festland in den Golf von Batabanó an der Südküste zum Karibischen Meer. Die Halbinsel ist das flächenmäßig größte und am wenigsten bevölkerte Municipio Kubas und gehört zur Provinz Matanzas. Im Jahr 2012 betrug die Einwohnerzahl 9136 auf einer Gemeindefläche von 4354,3 km², was einer Bevölkerungsdichte von 2,1 Einwohnern pro km² entspricht.
Wegen ihrer einzigartigen Naturreichtümer wurde die Region zum UNESCO-Biosphärenreservat deklariert. Sie steht auch auf der Tentativliste von Kuba als Kandidat für das Weltnaturerbe.

## Geographie
Es ist das feuchteste Gebiet auf den karibischen Inseln mit einer Fläche von gut 3000 km², einer west-östlichen Ausdehnung von 175 km, zwischen Punta Gorda und Jagua, sowie einer maximalen Nord-Süd-Ausdehnung von 58 km. Der Verwaltungssitz befindet sich in Playa Larga.
Die Halbinsel ist  Heimat der endemischen Rautenkrokodile und zahlreicher Zugvögel. Hier kommt auch noch die Gundlachtaube vor, die als eine der gefährdeten Taubenarten der Karibik gilt. Deshalb wurde die Halbinsel als Nationalpark ausgewiesen. Der überwiegende Teil ist nur in Begleitung eines Führers zu erkunden.

## Wirtschaft und Infrastruktur
An der einzigen Straße, auf welcher die Halbinsel von Nord nach Süd von Jagüey Grande aus zu durchfahren ist, liegt das touristische Zentrum Boca de Guamá mit der Laguna del Tesoro. Die Straße führt zum an der Südküste gelegenen Playa Larga am innersten Punkt der Schweinebucht und weiter nach Playa Girón, wo sich das Museum zur Invasion in der Schweinebucht befindet.